# Cathédrale Saint-Fulcran de Lodève
 (août 2019).
Si vous disposez d'ouvrages ou d'articles de référence ou si vous connaissez des sites web de qualité traitant du thème abordé ici, merci de compléter l'article en donnant les références utiles à sa vérifiabilité et en les liant à la section « Notes et références ».
La cathédrale Saint-Fulcran de Lodève se trouve dans l'Hérault, région Occitanie, au pied des montagnes à environ 54 km au nord-ouest de Montpellier, un peu à l’écart de la côte méditerranéenne.
Ce bâtiment typique du gothique méridional est le siège de l'ancien diocèse de Lodève, supprimé pendant la Révolution, et son territoire rattaché au diocèse de Montpellier.
Cette cathédrale a été classée monument historique en 1840.

## Patrons
Primitivement la cathédrale était dédiée au saint martyr Geniez (Geniès, Genès), greffier de la ville d’Arles au IIIe siècle, victime de la Persécution de Dioclétien, décapité en 303 (son martyre est représenté sur la clef de voûte de l’abside). Saint Fulcran, évêque rénovateur du diocèse au Xe siècle, lui a été associé au XVe siècle et a supplanté saint Geniez vers le XVIIe siècle.

## Les premières cathédrales
Comme dans tout le reste de l'Empire romain, les diocèses ont repris les divisions administratives de l'Empire. Le diocèse de Lodève correspond à la civitas Lutevensis. Le premier document concernant ce diocèse est une lettre du pape Boniface Ier, en 421.
Le territoire est occupé par les Wisigoths quand Théodoric II a obligé l'empereur romain d'Occident Libius Severus à lui céder Narbonne et une grande partie de la Narbonnaise, en 462 qui est appelé Septimanie après la conquête de l'Aquitaine par les Francs à la suite de la bataille de Vouillé, en 507. Certains historiens pensent que Lodève est passée sous le contrôle des Francs après la bataille de Vouillé. En 533, Théodebert Ier s'est emparé de Lodève après avoir envahi le Rouergue. Lodève est resté sous le contrôle des Francs jusqu'en 585 avant de retourner aux Wisigoths. Au concile national de 680, le roi Wamba a défini les limites des différents diocèses de la Septimanie. La Septimanie wisigothique a été envahie par les Arabes à la suite de la conquête musulmane de la péninsule Ibérique. Leur avance en Gaule est arrêtée à la bataille de Poitiers, en 732. Pépin le Bref conquiert la Septimanie en 759 après la prise de Narbonne. Cette partie du Regnum Francorum va prendre le nom de marquisat de Gothie.
Quelques vestiges de plusieurs bâtiments antécédents sont conservés dans la crypte. La première cathédrale du temps de la fondation de l’évêché vers la fin du IVe siècle reste inconnue. Des chapiteaux des VIe et VIIe siècles, conservés au musée Fleury, laissent supposer un chantier aux temps du royaume des Wisigoths. Les murs extérieurs de la crypte semblent provenir de cette période. Pour Émile Bonnet, les parties les plus anciennes de la crypte de la cathédrale paraissent remonter à l'époque carolingienne , mais Joseph Berthelé a trouvé que certaines de ses parties sont faites de blocs de grand appareil grossièrement taillés  qui peuvent provenir des remparts gallo-romains.
Au Xe siècle l’évêque Fulcran (949-1006) fit rebâtir ou agrandir la cathédrale dédiée à saint Geniès d'Arles qu’il a consacré le 6 octobre 975,. Ernest Martin, puis Émile Bonnet ont montré que c'était un sanctuaire à trois nefs d'égale hauteur séparés par de gros piliers carrés sans ornement construit au-dessus de la crypte. Jean Nougaret a écrit qu' « en 975, la nouvelle cathédrale comportait une église haute et la crypte actuelle. Hormis cette dernière, plus rien ne subsiste de cet ancien édifice ». Le dédoublement des murs de la crypte vers l’extérieur et sa voûte font probablement partie de cet édifice.

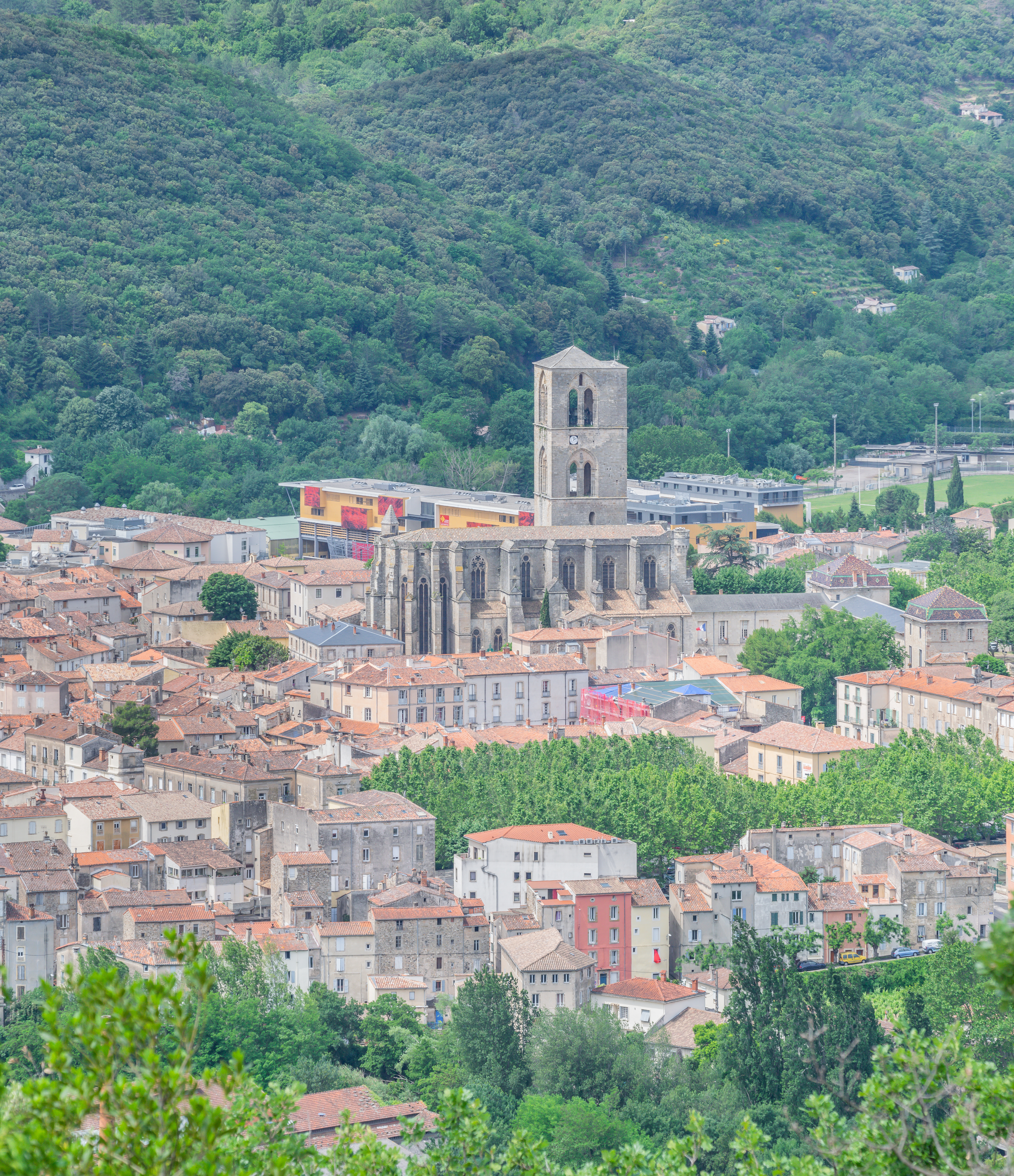
Vue générale.

## L'évêque de Lodève devient le seigneur de Lodève
Au début du XIIe siècle, le titre de vicomte de Lodève a été porté par le comte de Rodez, et son suzerain, le comte de Toulouse. Le 11 avril 1145, une bulle du pape Eugène III a placé l'église de Lodève sous la protection du Saint-Siège et donné la liste de ses biens. Le roi Louis VII reconnaît à l'évêque le droit de justice sur les hommes de son diocèse en 1157. En 1162, le roi concède à l'évêque la viguerie de Lodève avec la permission d'élever des tours et de creuser des fossés en ville et de tous les alleux possédés par l'église de Lodève et le pape Alexandre III confirme la bulle d'Eugène III. La même année le comte de Rodez a renoncé  à la maison de l'évêque pendant la vacance du siège et il renonce à faire creuser des fossés dans la ville sans autorisation de l'évêque. le 14 mars 1174, l'évêque de Lodève, Gaucelin de Montpeyroux, prête 6 000 sols melgoriens au comte de Rouergue, Hugues II de Rodez. Le comte de Rodez n'a probablement pas pu rembourser ce prêt car, en mars 1188, il vend tous les droits qu'il possède sur le territoire du diocèse de Lodève pour 60 000 sols melgoriens. 
L'évêque fait confirmer ses droits par le comte de Toulouse, le vicomte de Narbonne, le roi Philippe II Auguste en 1188 et le pape Innocent III en 1202. L'évêque est alors le seigneur de Lodève. l'évêque Raymond Ier Guilhem de Montpellier crée l'office de contrôleur de la monnaie de Lodève en 1189. Dans le même temps, les évêques vont vouloir limiter le pouvoir du consulat de la ville. Le pape Innocent III relève l'évêque et le chapitre de leur serment au consulat en 1202. L'évêque Pierre Frotter est assassiné en 1207 par des meurtriers qui ont été armés par les bourgeois de la ville réclamant plus d'autonomie. Son successeur Pierre IV Raymond de Montpeyroux fait supplicier et exécuter les meurtriers en 1208. En octobre 1210, Philippe Auguste confirme la donation à l'évêque des droits régaliens dans Lodève ainsi que le droit exclusif de battre monnaie. Les évêques reçoivent les péages de la ville et du diocèse de Lodève.
Le corps de saint Fulcran est retrouvé en 1198. Son culte va se développer après la rédaction de la Vie de saint Fulcran rédigée entre 1196 et 1201 par Pierre Lélut de Millau, abbé de Mazan. Ce texte va servir à combattre les thèses cathares, à minimiser le rôle des féodaux et à justifier la translation du corps de saint Fulcran dans la cathédrale, probablement le jeudi avant l'Ascension 1209, en présence d'un représentant du pape Innocent III et de l'évêque de Béziers. Le corps de saint Fulcran est déposé dans la chapelle Saint-Fulcran. Son culte est reconnu par le pape Nicolas IV en 1290.
À la suite de la croisade des Albigeois Simon IV de Montfort devient comte de Toulouse, en 1216. Le roi de France lui demande d'assurer l'exécution des privilèges accordés à l'évêque. Son fils, Amaury VI de Montfort lui succède en 1218 mais il remet ses droits sur les possessions du comte de Toulouse au roi Louis VIII. Ainsi le roi devient le suzerain direct de l'évêque.
Guillaume de Caselles (Guilhem de Cazouls) a aménagé les droits dans le diocèse pour augmenter les finances nécessaires pour la construction de la cathédrale et achète les droits sur le château de Montbrun de Guilhem Ier de Lodève en 1241 et 1246.
En août 1260, l'évêque Raymond II de Belin et les habitants de Lodève se mettent d'accord sur un arbitre pour régler leurs différends. Gui Foulques, archevêque de Narbonne et arbitre entre l'évêque de Lodève et les habitants, présente une charte communale le 18 mars 1262.

## Construction de la cathédrale gothique
Les dates des différentes phases de construction sont sujettes à des discussions dues à un manque de documents permettant de les confirmer. Les sources écrites, peu nombreuses, ne donnent pas d'informations précises sur la construction mais des indices indirects qui ont été rattachés à des phases de construction par les historiens qui les ont étudiés dont Jules Renouvier, Ernest Martin, Raymond Rey, et, plus récemment, Henri Vidal.
Jules Renouvier fait commencer la construction de la cathédrale au XIIIe siècle et terminer au XIVe siècle. Ernest Martin a proposé de la faire commencer sous l'épiscopat de Pierre IV Raymond de Montpeyroux, entre 1207 et 1237 et qu'elle aurait été aidée par les Montfort, soit entre 1216 et 1224 car l'évêque de Lodève les a appuyé pendant la croisade. L'évêque Bertrand de Mornas passe un acte le 5 décembre 1239 « in ecclésia sancti Genesii ». Ernest Martin suppose que cet acte est passé dans l'église gothique en cours de construction. Ernest Martin fait terminer en 1289 quand l'évêque Bérenger II Guirard obtient le 30 juillet du pape Nicolas IV des indulgences pour ceux qui viendraient la cathédrale.
Guillaume de Caselles (Guilhem de Cazouls) va réorganiser les droits que possède l'évêque pour permettre le financement de la construction de la cathédrale. Il publie en 1252 de nouveaux statuts synodaux, rédigés par le canoniste Pierre de Sampson, prévoyant le financement de la construction de la nouvelle cathédrale par les recteurs de paroisses. En 1253, il affecte à la « reparatio ordinaria » une partie des dîmes de Salses et de Saint-Privat. Dès 1246, il avait adapté les règlements sur les droits de coupe des bois, du poids public, sur la leude et les péages. Il organise des quêtes itinérantes.
En 1257, l'évêque fait chercher à Arles des reliques de saint Geniès. Ces reliques sont déposées dans la crypte de la cathédrale. L'évêque Guillaume de Caselles meurt le 23 octobre 1259. Il n'est pas inhumé dans la cathédrale mais dans le prieuré Saint-Michel de Grandmont. En 1262, les citoyens se plaignent de l'usurpation des fossés pour permettre la construction de dépendances de la cathédrale. Comme l'écrit Raymond Rey, il est possible que l'abside et deux travées du chœur de la cathédrale gothique sans déambulatoire aient été construits autour de 1280. Ernest Martin remarque que sur la clé de voûte du berceau de l'abside représente la scène du Noli me tangere, Jésus-Christ et Marie Madeleine après sa Résurrection. L'invention du corps de sainte Madeleine remontant à 1279, il en déduit que cette clé de voûte ne doit pas être antérieure à cette date.
L'évêque Bernard Gui (1324-1331) a rédigé Catalogus episcoporum Lodovensium (catalogue des évêques de Lodève) pendant son épiscopat dans lequel il a écrit que la cathédrale de Lodève qu'il peut voir est l'œuvre de saint Fulcran. Il ne site aucun de ses prédécesseurs comme constructeurs de la cathédrale. Guillaume Briçonnet (1489-1519), également évêque de Meaux et directeur spirituel de Marguerite de Navarre, ne donne que des indices indirects sur la construction. Il est nécessaire de recourir à une datation stylistique comparative (d’après Curtius). Cette absence de citation de la construction de la cathédrale gothique a conduit Henri Vidal à proposer l'hypothèse d'une construction plus tardive de la construction. D'autres données ont fait douter de la reconstruction gothique de la cathédrale avant l'épiscopat de Bernard Gui :
- Jean Nougaret note que la paroisse Saint-André n'a été unie à la cathédrale qu'entre 1318 et 1324[27],
- Françoise Robin et Jean Nougaret remarquent la similitude du plan de l'abside à neuf pans de la cathédrale de Lodève avec celui de la cathédrale de Béziers qui date des années 1290 mais avec des détails de l'élévation très simplifiés[28].

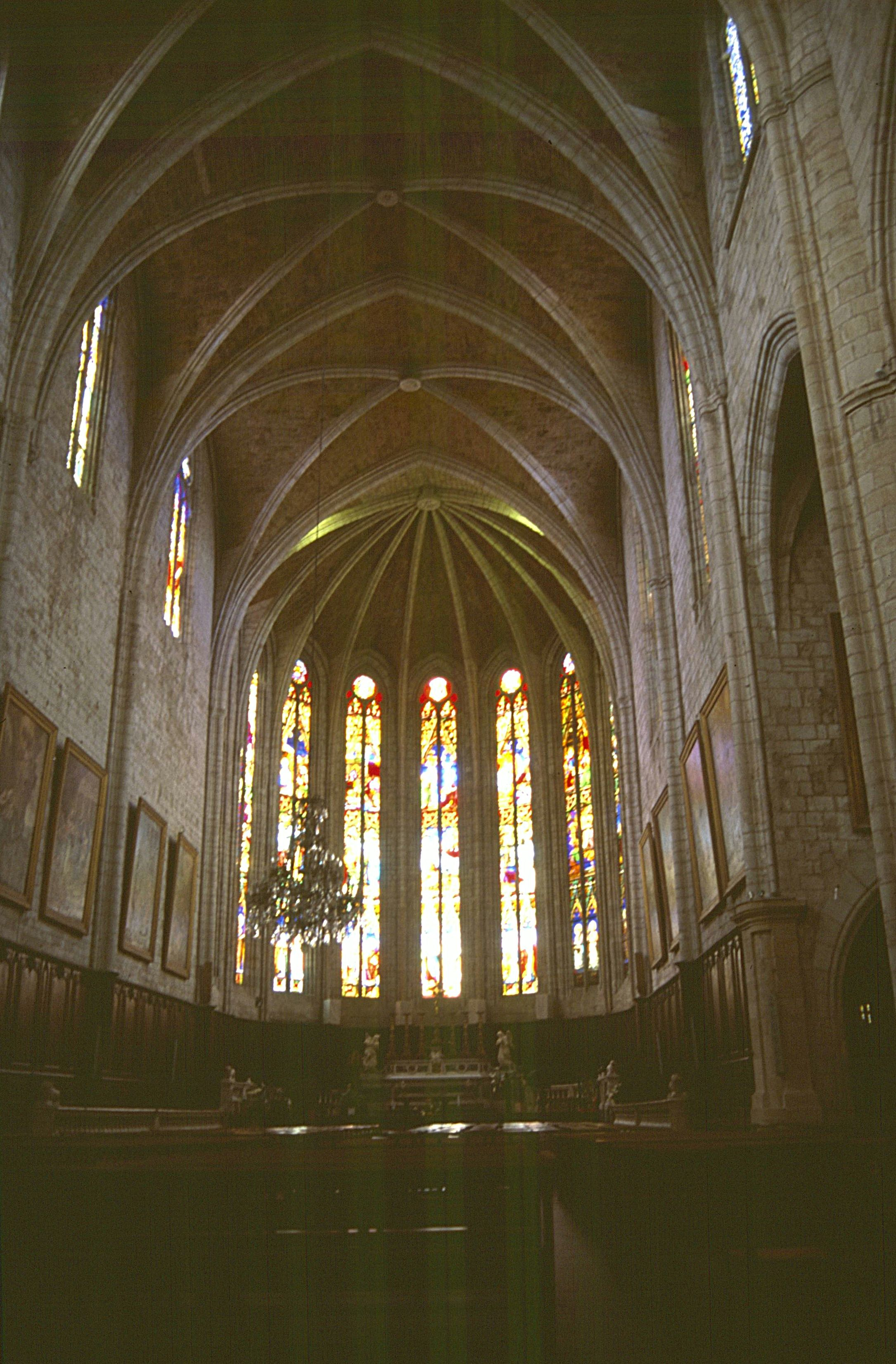
Nef et abside de la cathédrale de Lodève.
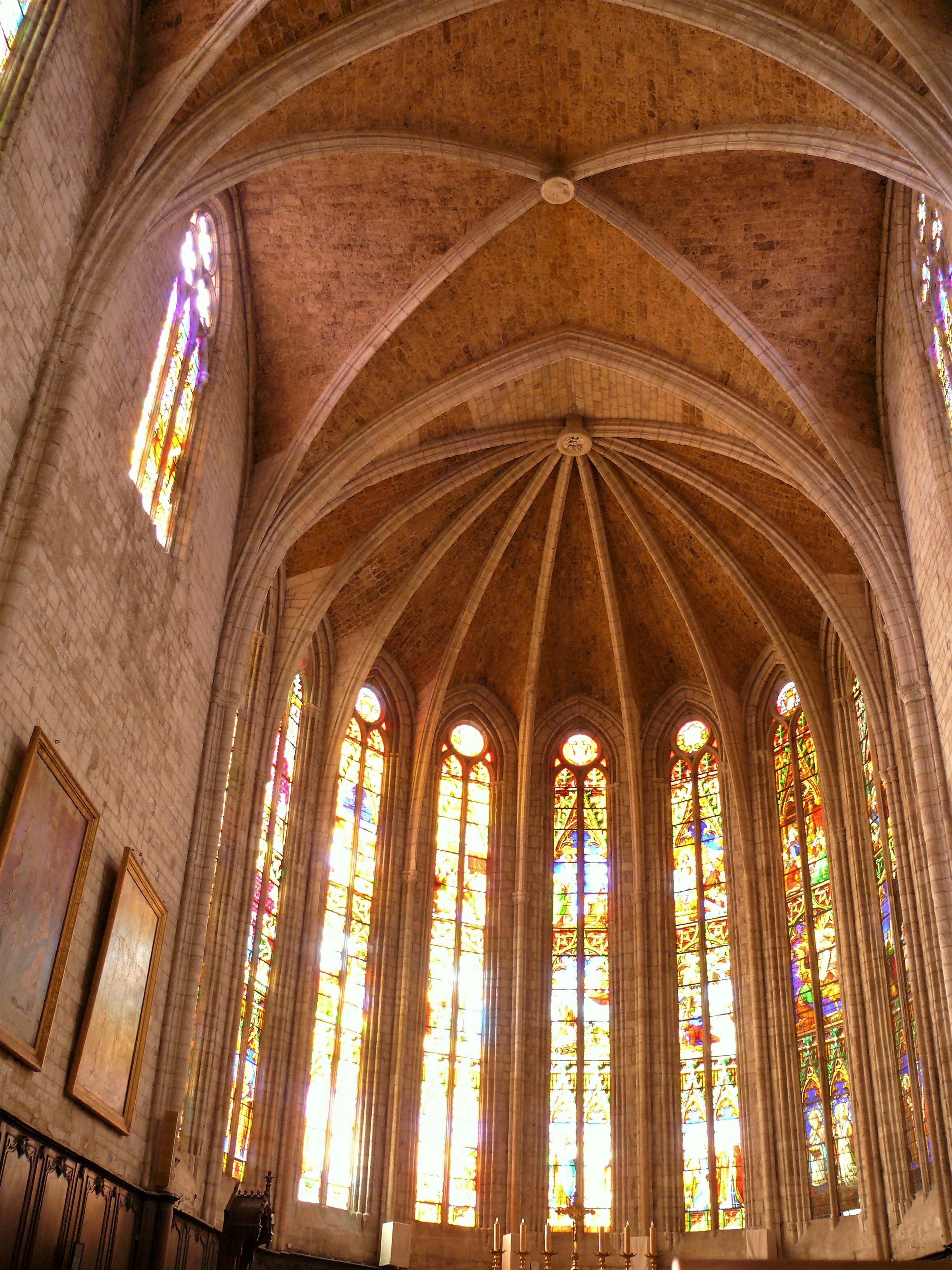
Voûtement de l'abside de la cathédrale Saint-Fulcran.
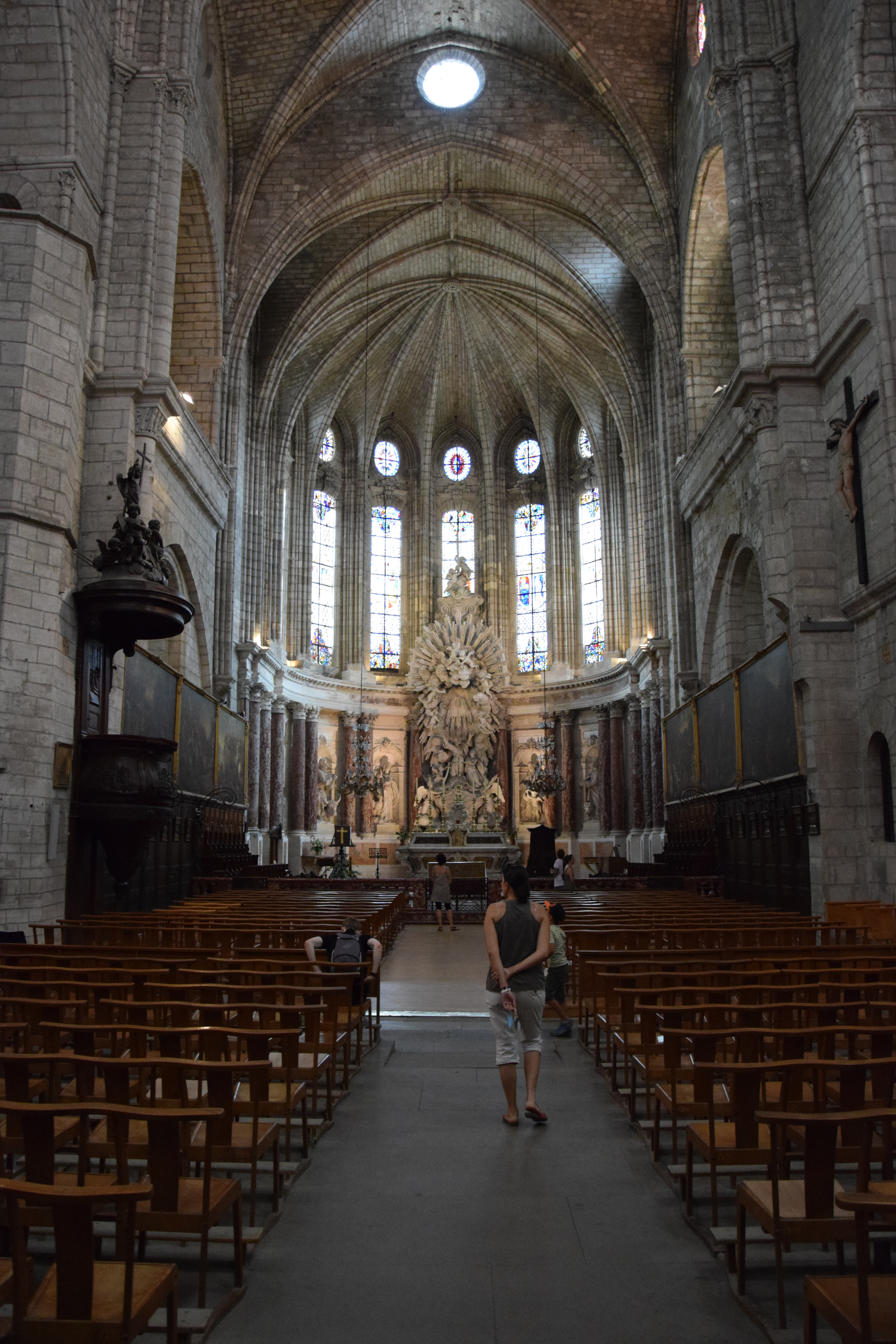
Nef et abside de la cathédrale de Béziers.

L'évêque Bérenger II Guirard obtient de Nicolas IV une bulle accordant des indulgences, en 1289, pour tous les visiteurs de la cathédrale afin de permettre le financement de la suite de la construction. Comme l'écrit Raymond Rey, une deuxième phase de construction comprenant la nef à trois travées bordées de bas-côtés, le portail à trumeau avec porche s'ouvrant sur l'avant-dernière travée du collatéral nord, et la chapelle Saint-André (puis du Sacré-Cœur) qui est au nord du chœur, a dû commencer après cette bulle. Le style de cette partie de la cathédrale est du début du XIVe siècle. La chapelle Saint-André est alors devenue une chapelle paroissiale pour remplacer l'église paroissiale Saint-André qui tombe en ruines.

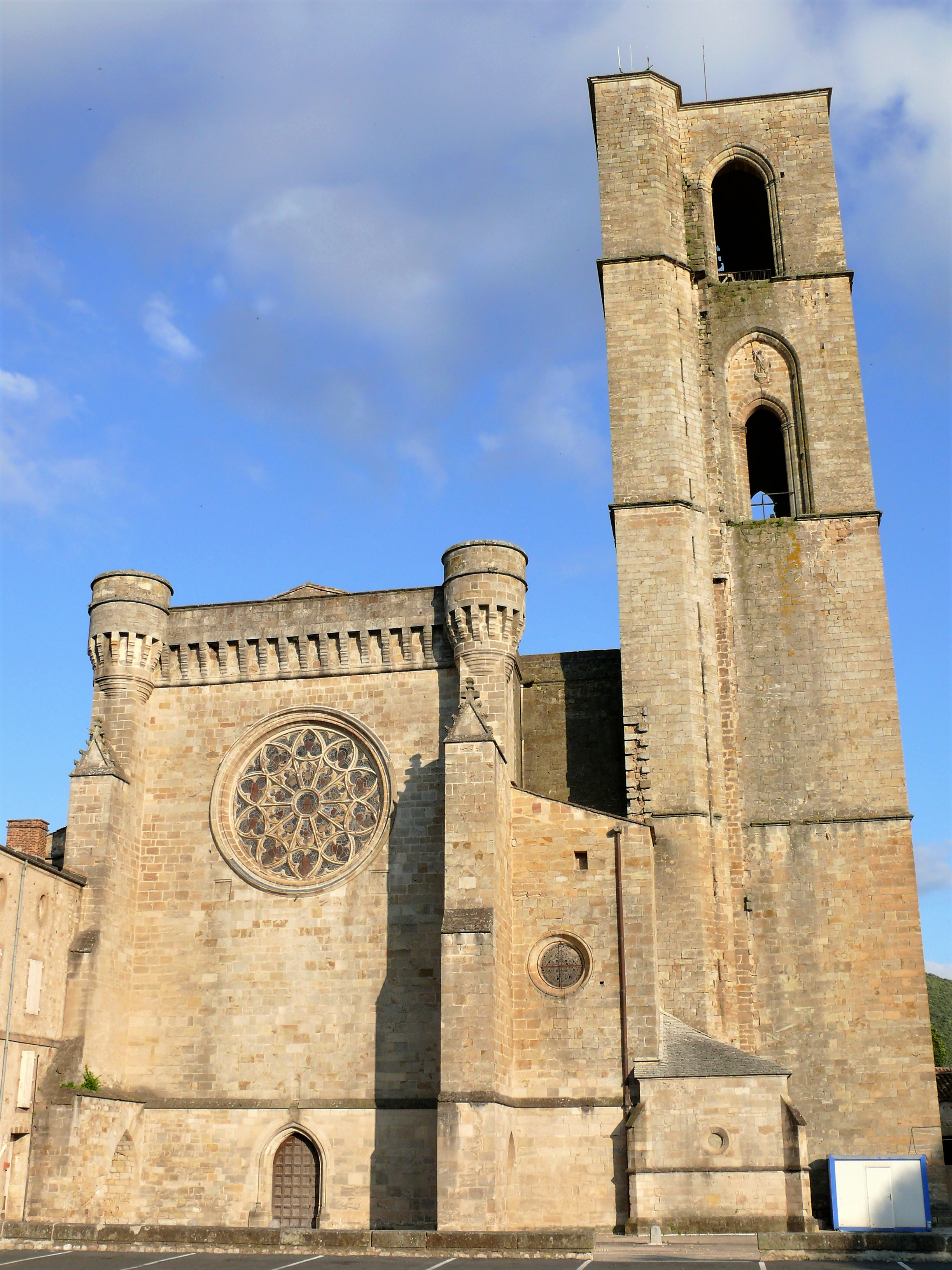
La façade occidentale et le clocher.

Une troisième phase de construction la chapelle latérale Saint-Fulcran et la chapelle Saint-Roch (anciennement Saint-Martin) sur le collatéral nord et les chapelles latérales sud, Notre-Dame et Saint-Michel, sont entreprises à la suite. Un clocher de plus de 57 m de hauteur est élevé sur le flanc sud, au-dessus de la chapelle Saint-Michel, et a été terminé au milieu du XIVe siècle. Il a servi également de tour de guet.
Au temps de l’évêque Bernard Gui (1324-1331), anciennement Grand inquisiteur, la construction n’avançait plus pour raison de problèmes de financement. Seulement vers 1345 les bas-côtés furent terminés et voûtés et la moitié inférieure de la façade ouest fut érigé. Plusieurs épidémies de la Peste noire et la Guerre de Cent Ans interrompirent de nouveau les travaux.
C'est dans un acte du 31 juillet 1410 que l'on voit pour la première fois le nom de saint Fulcran associé à celui de saint Geniès comme patron de la cathédrale. Il n'est nommé comme seul patron qu'après les guerres de religion. L'évêque Jean III de la Vergne (1398-1413) lègue 1 000 livres tournois pour la construction de la cathédrale. Ce n’est qu’entre 1413 et 1430 que la façade est terminée, fortifiée avec un chemin de ronde et des échauguettes suivant des dispositions qui se retrouvent à la cathédrale de Béziers et à la collégiale Saint-Paul de Clermont-l'Hérault. La nef principale est voûtée. L'évêque Michel Le Bœuf (1413-1429) fait réaliser les vitraux (disparus) dans les années 1420,,. Le cardinal Guillaume d'Estouteville fait peindre sur la voûte un semis d'étoiles par Matthieu de la Tour, peintre de Montpellier, par contrat signé le 28 janvier 1461. Jean de Corguilleray (1462-1488) ajoute une travée à la chapelle Saint-Fulcran, et un baptistère est ajouté au sud-ouest en 1480.

## Destructions et restaurations

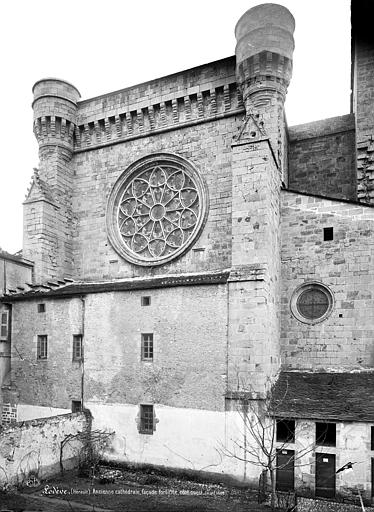
L'ancienne cathédrale Saint-Fulcran, façade ouest fortifiée (1888), image de Séraphin-Médéric Mieusement.

Pendant les Guerres de religion, le 4 juillet 1573, les protestants s'emparent de la ville où la cathédrale est mise à sac, la châsse de saint Fulcran est profanée. L'édifice est partiellement détruitquand les troupes protestantes font sauter les quatre grands piliers de la nef pour faire s'écrouler les arcades, les murs de la claire-voie et les voûtes de la nef. Seuls restent alors intacts le chœur, les murs extérieurs de la nef, toutes les chapelles et la tour qui sert de poste de surveillance.
L'évêque Christophe de Lestang (1580-1602) se contente de faire élever un mur séparant le chœur, resté intact, du reste de la cathédrale. C’est Jean de Plantavit de La Pause (1625-1648) qui fait rétablir à l'identique les parties détruites. Le marché de reconstruction est passé en 1634 à Charles Viguier, maître maçon de Pézenas. Grâce à la générosité de l'évêque et du chapitre, les travaux sont rapidement terminés, vers 1640. À la fin de ces travaux, des stalles réalisées par le sculpteur Subreuille de Lodève sont posées dans le chœur. Charles Viguier réalise un jubé séparant le chœur de la nef. Il disparaît sous l'épiscopat de Jean-Félix-Henri de Fumel.
Sous la Révolution, la cathédrale est profanée et sert d'entrepôt.
Au XIXe siècle, la chapelle des reliques est construite et la chapelle Saint-Joseph est aménagée dans la galerie nord du cloître. Au XIXe et XXe siècles, une série de restaurations est exécutée avec notamment le renforcement des contreforts, l'enlèvement des enduits originaux et la réouverture de fenêtres obturées. Enfin, on ajoute un toit de pierre au clocher.

## Description de la cathédrale gothique
Un chœur à nef unique, très large, avec une abside polygonale à neuf pans, éclairée par neuf fenêtres gothiques d'une hauteur remarquable de 12 m , se prolonge vers l’ouest par une nef basilicale à trois vaisseaux. Le portail principal, richement profilé, se trouve au milieu du bas-côté nord, sous un porche. En face s’élève un clocher de plus de 57 m de hauteur. La nef est entourée de chapelles latérales. La façade occidentale, sans tours, est ornée d’une belle rose et d’un chemin de ronde. Le cloître se trouve au sud du chœur. La cathédrale est un bâtiment typique du gothique méridional, majestueux et austère, et reflète une influence stylistique de l’architecture des ordres mendiants.

## Sculptures
Le clocher est orné de quatre grandes statues en haut-relief, qui représentent des saints vénérés au diocèse : saint Michel (archange), saint Geniez (premier patron de la cathédrale), saint Flour (premier évêque légendaire de Lodève et apôtre de l’Auvergne) ou bien saint Amans (évêque de Rodez) et saint Fulcran (évêque de Lodève au Xe siècle et patron actuel de la cathédrale). L’édifice est orné d’un nombre de culots, chapiteaux et gargouilles sculptés. Le tympan du portail, les autels de Saint-Fulcran, de Saint-Roch, ainsi que celui de la chapelle des reliques sont l’œuvre du sculpteur Auguste Baussan (1829-1907). La statue de la Vierge a été réalisée par le frère Abel, de la trappe d'Aiguebelle (1869). Celle de Saint-Fulcran est l'œuvre (1870) du sculpteur stéphanois Anselme de Carli (1834-1919).

## Mobilier
À cause des dévastations des destructions par les protestants pendant les guerres de Religion après la prise de Lodève le 4 juillet 1573, rien n’a subsisté du mobilier antérieur.
Dans la chapelle Saint-Michel se trouve le monument funéraire de l’évêque Plantavit de la Pause, œuvre des Lucquois Antoine et Vincent Lignani, entre 1642 et 1645.
Le maître-autel en marbre a été offert par Jean-Félix-Henri de Fumel en 1757.
Les murs du chœur sont décorés par huit toiles monumentales des XVIIe et XVIIIe siècles, pour la plupart signées Jean Coustou (1719-1791) et Étienne Loys (1724-1788).
Les vitraux de l’abside de 1854 sont de l’artiste Mauvernay. 
La chaire en bois avec quatre atlantes (Caïn, Holopherne, Hérode, Judas) est une réalisation des Ateliers Froc-Robert (1867). Le reliquaire de saint Fulcran (1808) a été réalisé par Xavier-Louis Dartis (1766-1836). On notera aussi un important vol de mobilier, dont la porte du tabernacle du maître autel (en 2003), la croix de procession en argent des Pénitents-Bleus (en 2007) œuvre de Jacques Lafoux (1808), (voir objets volés Base Palissy dans Bases Architecture et Patrimoine), et la grande croix d'argent de la cathédrale (Dartis 1807), qui aurait été volée vers 1950. La croix d'argent des Pénitents blancs (1810) est exposée aujourd'hui dans la chapelle Saint-Jean-Baptiste de Monaco.

## Les cloches
La cathédrale de Lodève est dotée de 7 cloches dont 6 de volée ainsi qu'une petite cloche de tintements pour l'horloge (datée de 1676, actuellement hors-service).

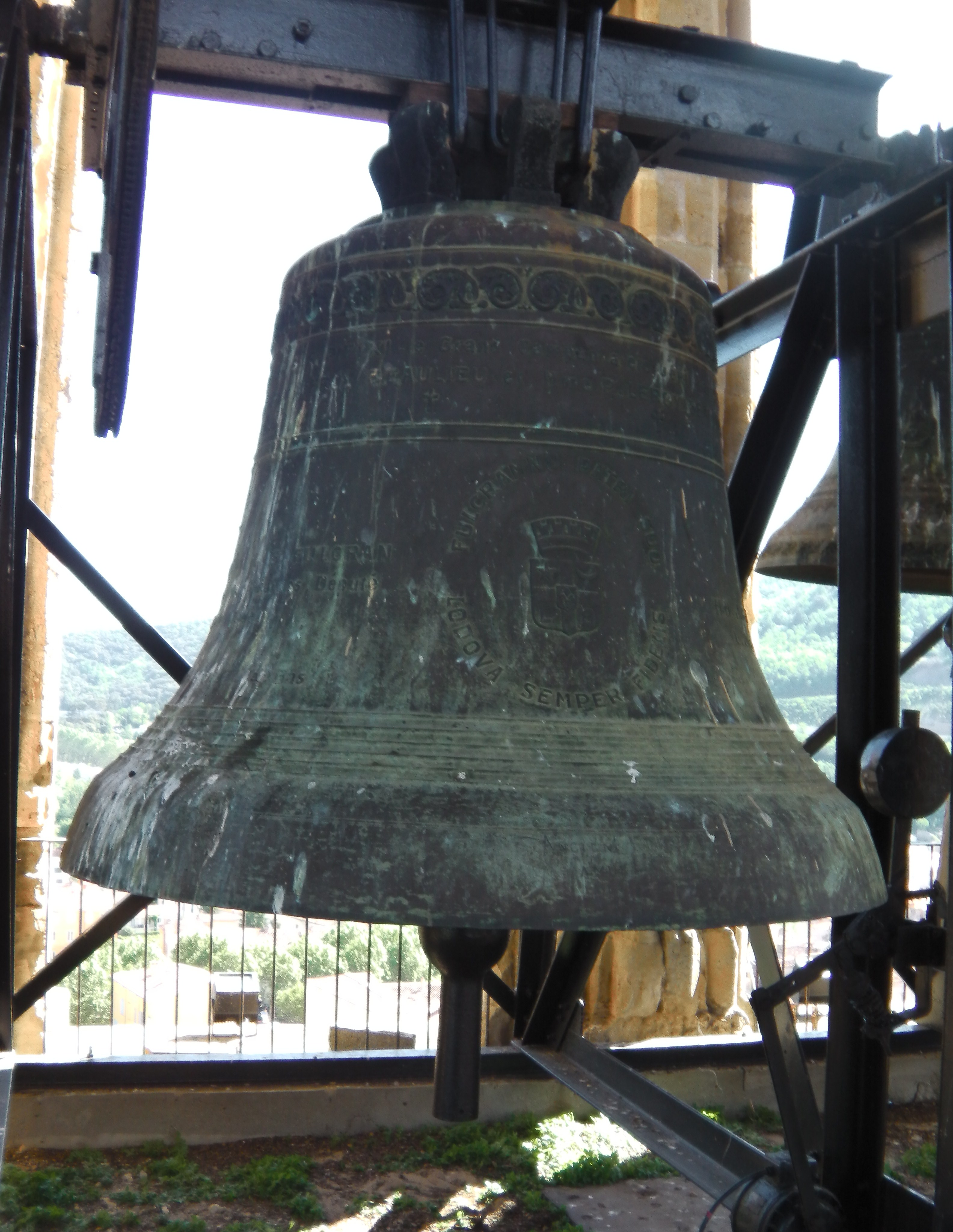
Le bourdon ("Grand Campan"), fondu en 1932 par la fonderie Granier, note : Ré3, masse : 2 160 kg.
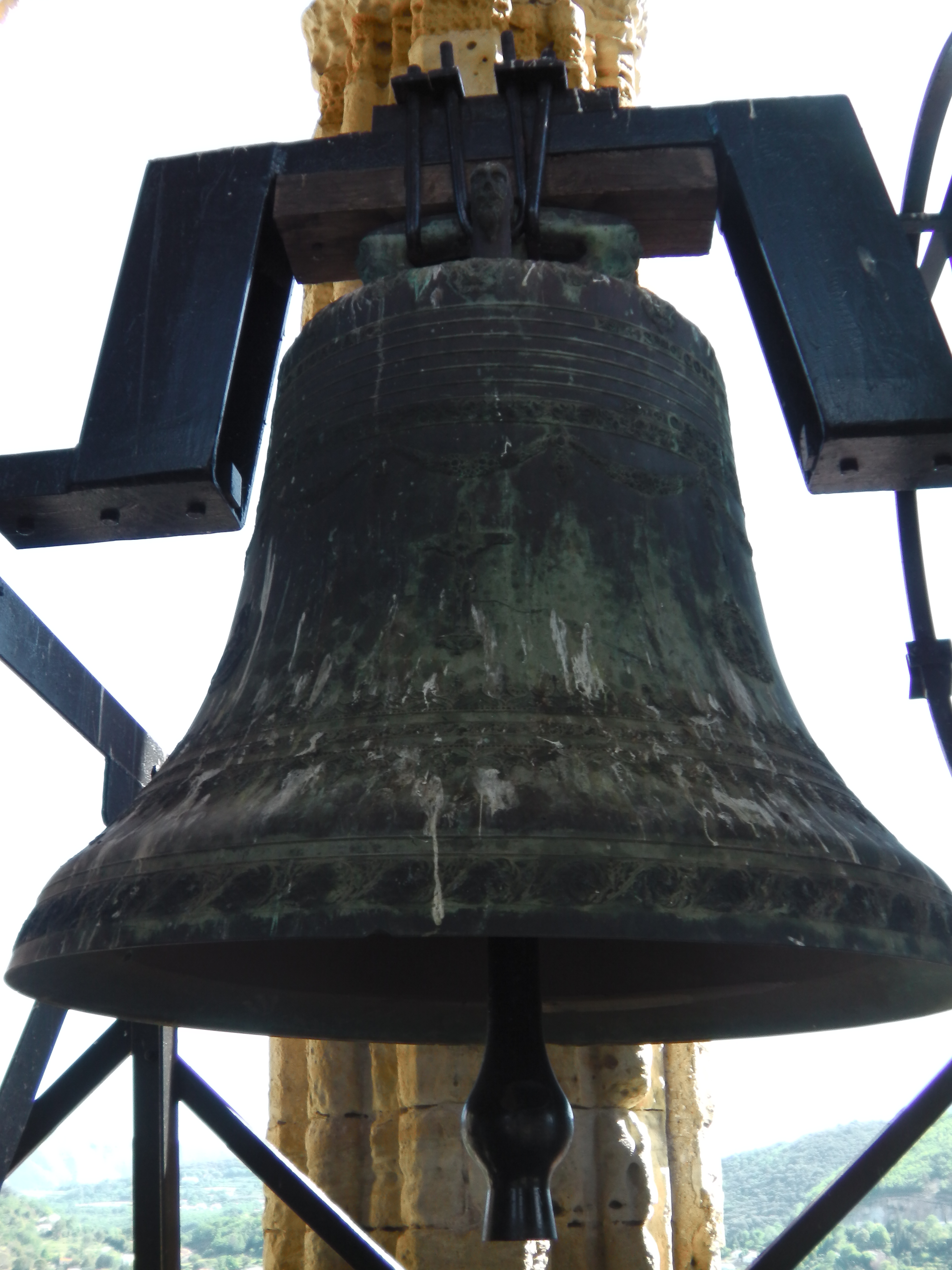
Cloche No 2,(Isabelle), fondue en 1903 par la fonderie Paccard, note : Mi3, masse : 970 kg.
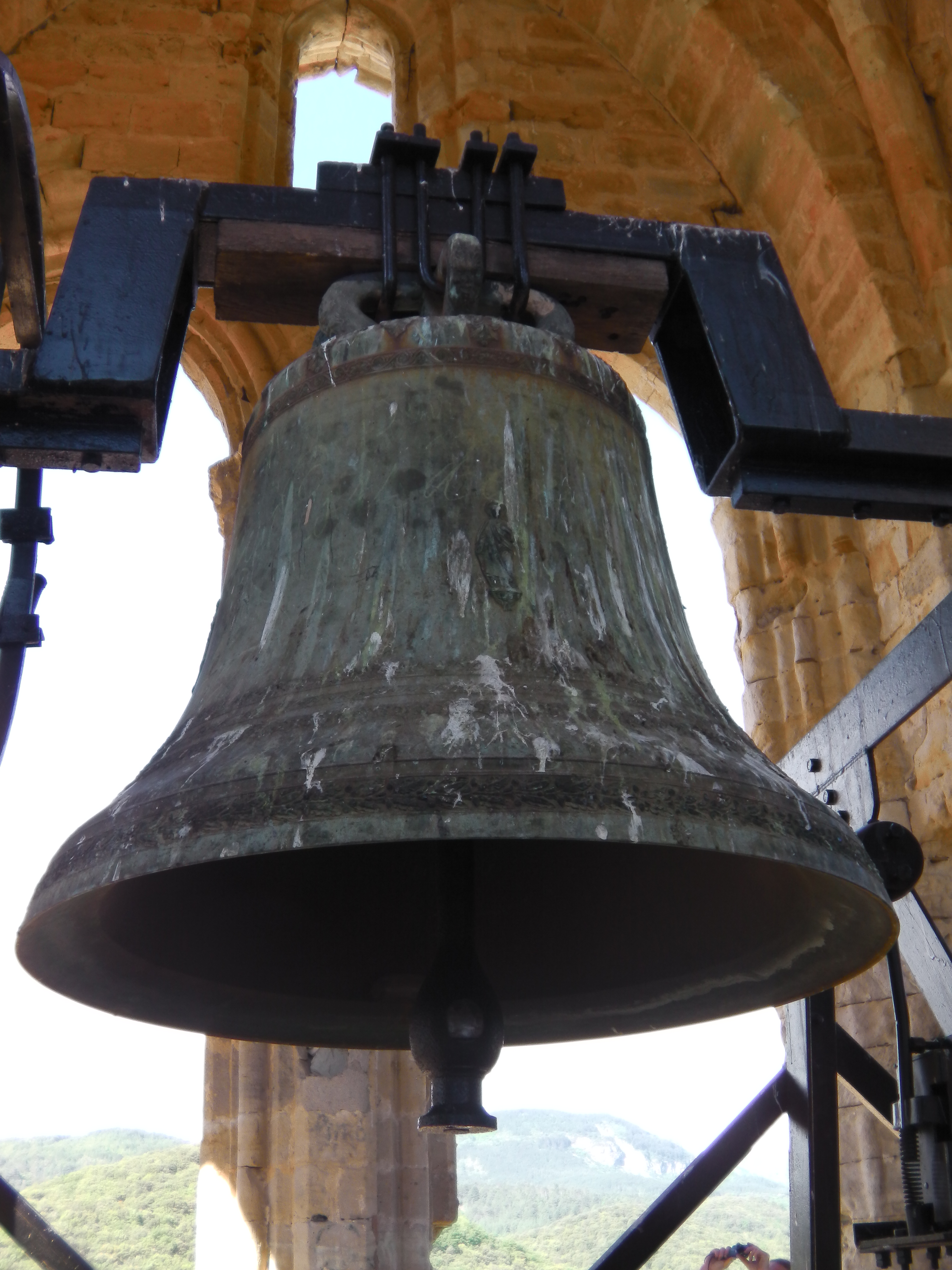
Cloche No 3, (Marcelle), fondue en 1901 par la fonderie Paccard, note : Sol#3, masse : 510 kg.
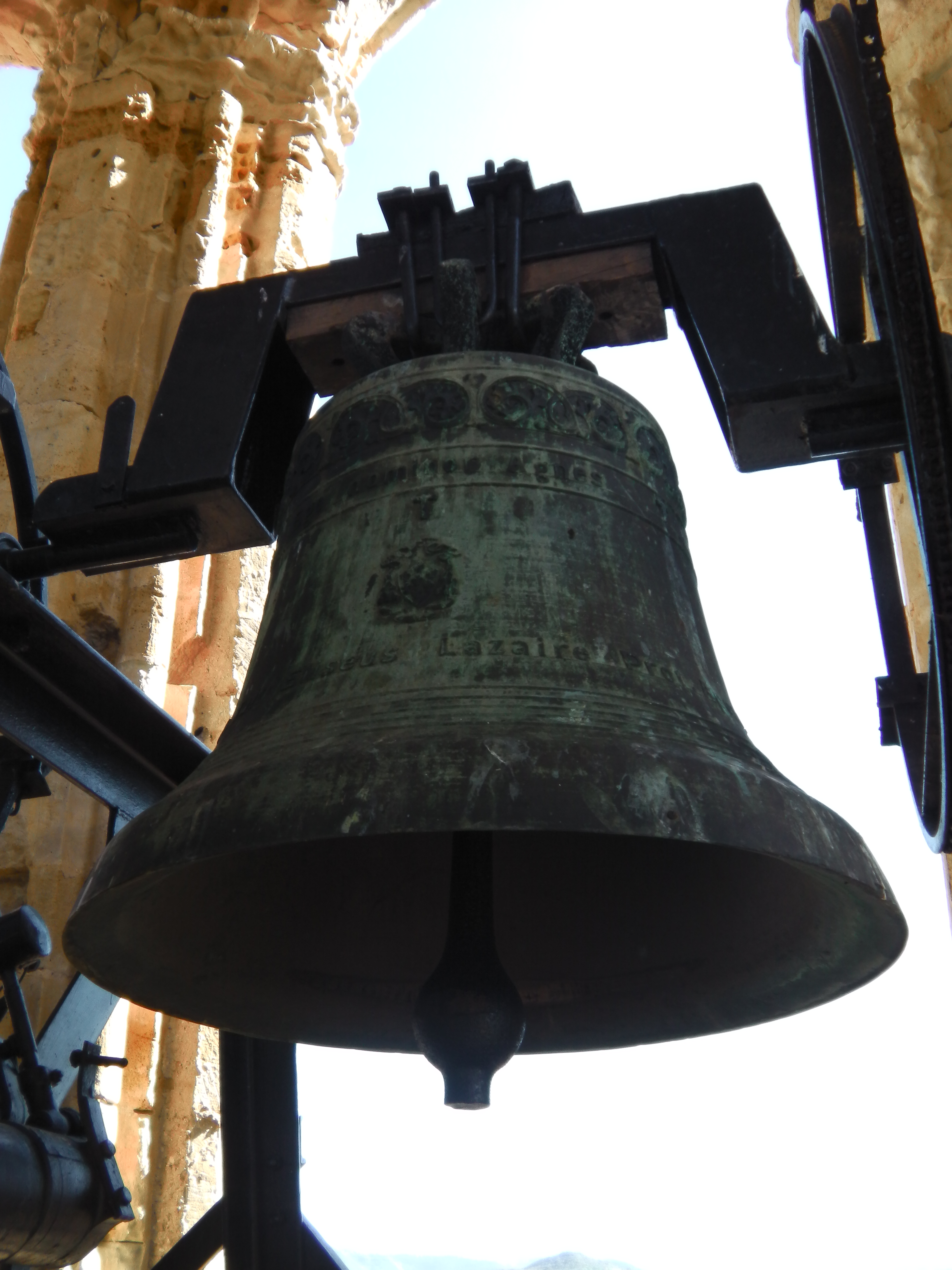
Cloche No 4, (Agnès), fondue en 1932 par la fonderie Granier, note : Si3, masse : 290 kg.
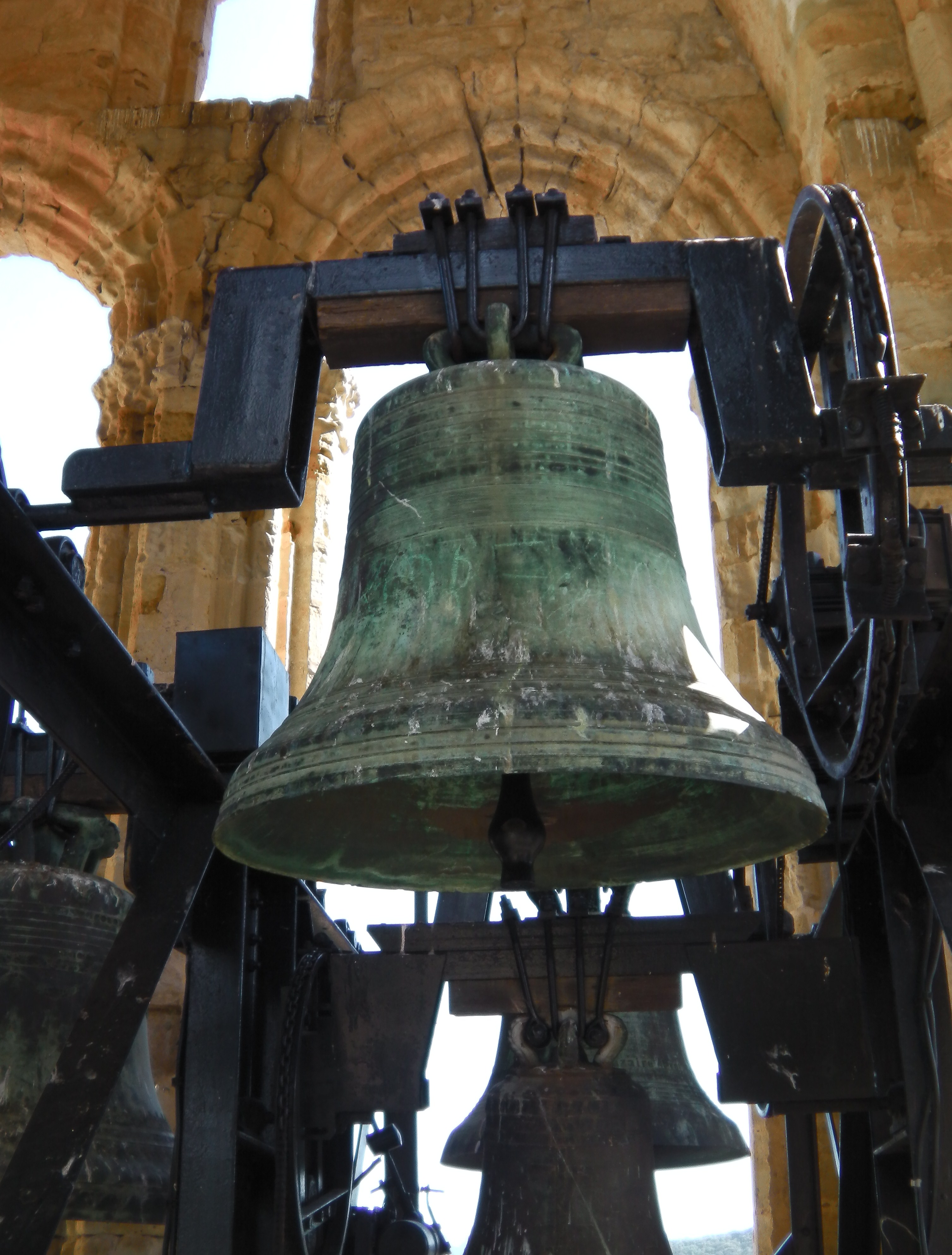
Cloche No 5, fondue en 1834 par la fonderie Burdin-Aîné, note : Do4, masse : 240 kg.
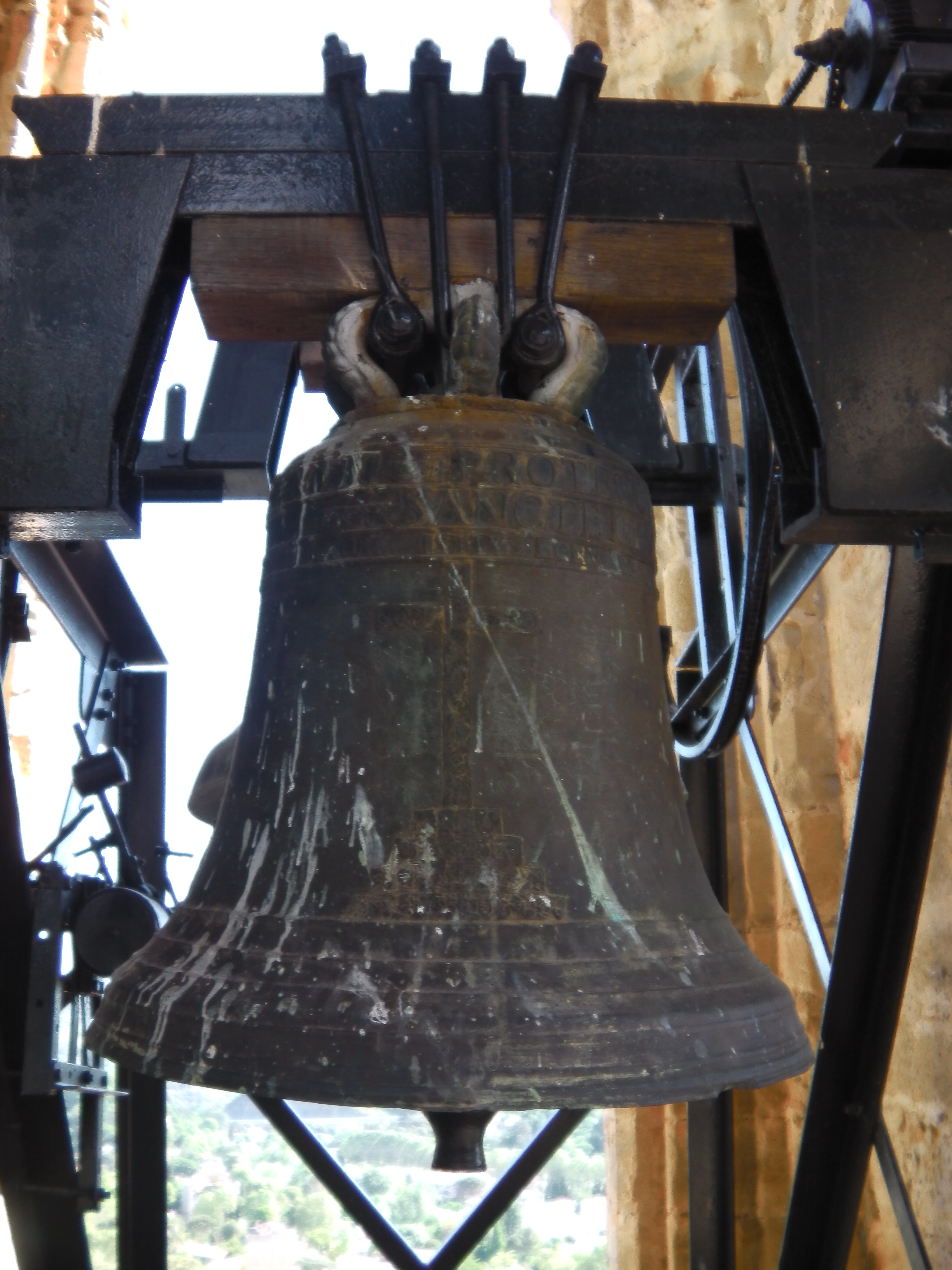
Cloche No 6,(autrefois cloche de la chapelle Notre-Dame de Corbiac), fondue en 1702 (fondeur inconnu), note Fa4, masse : 130 kg, classée monument historique en 1959.

## Galerie

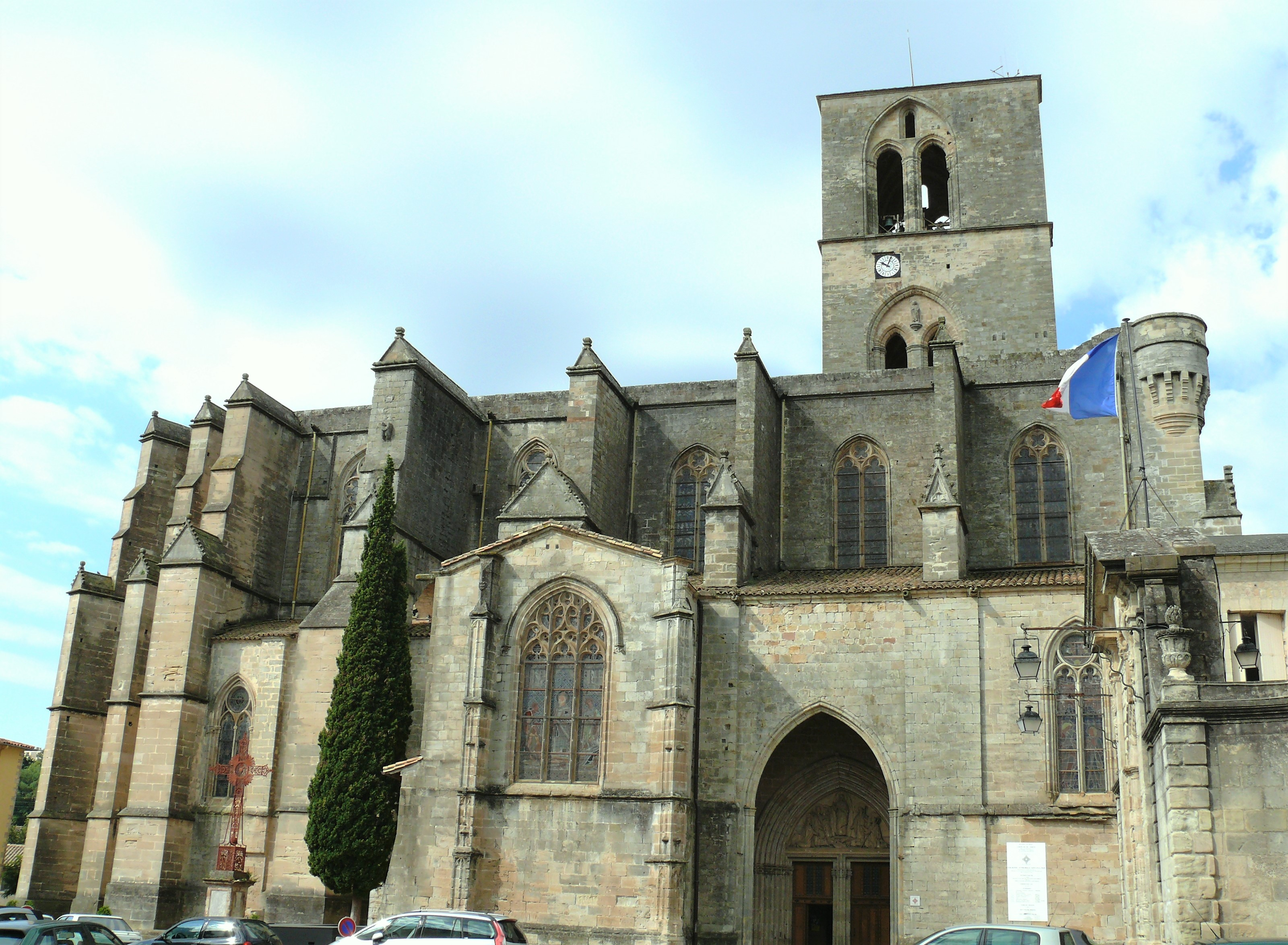
Vue d'ensemble.
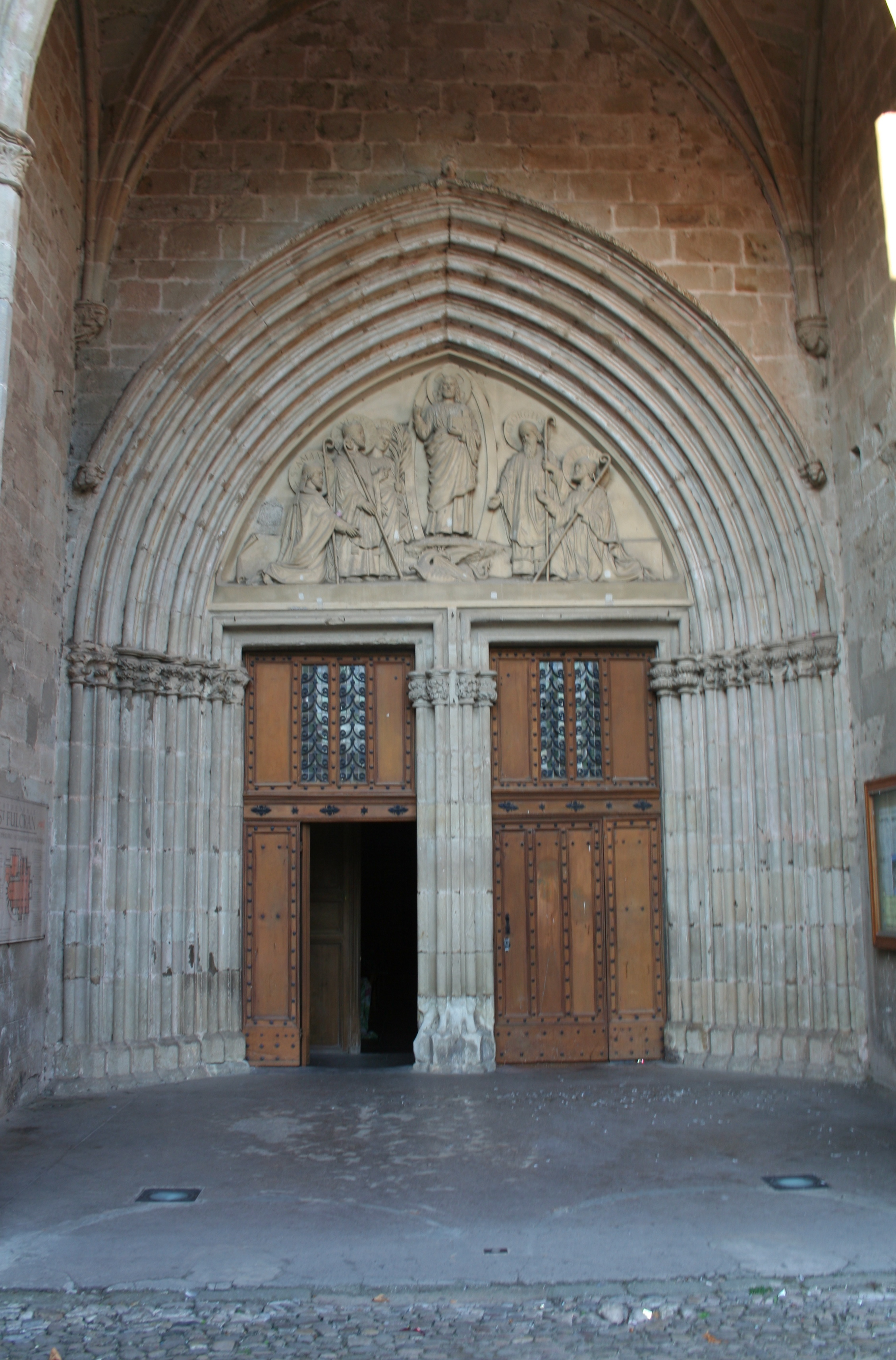
Le portail.
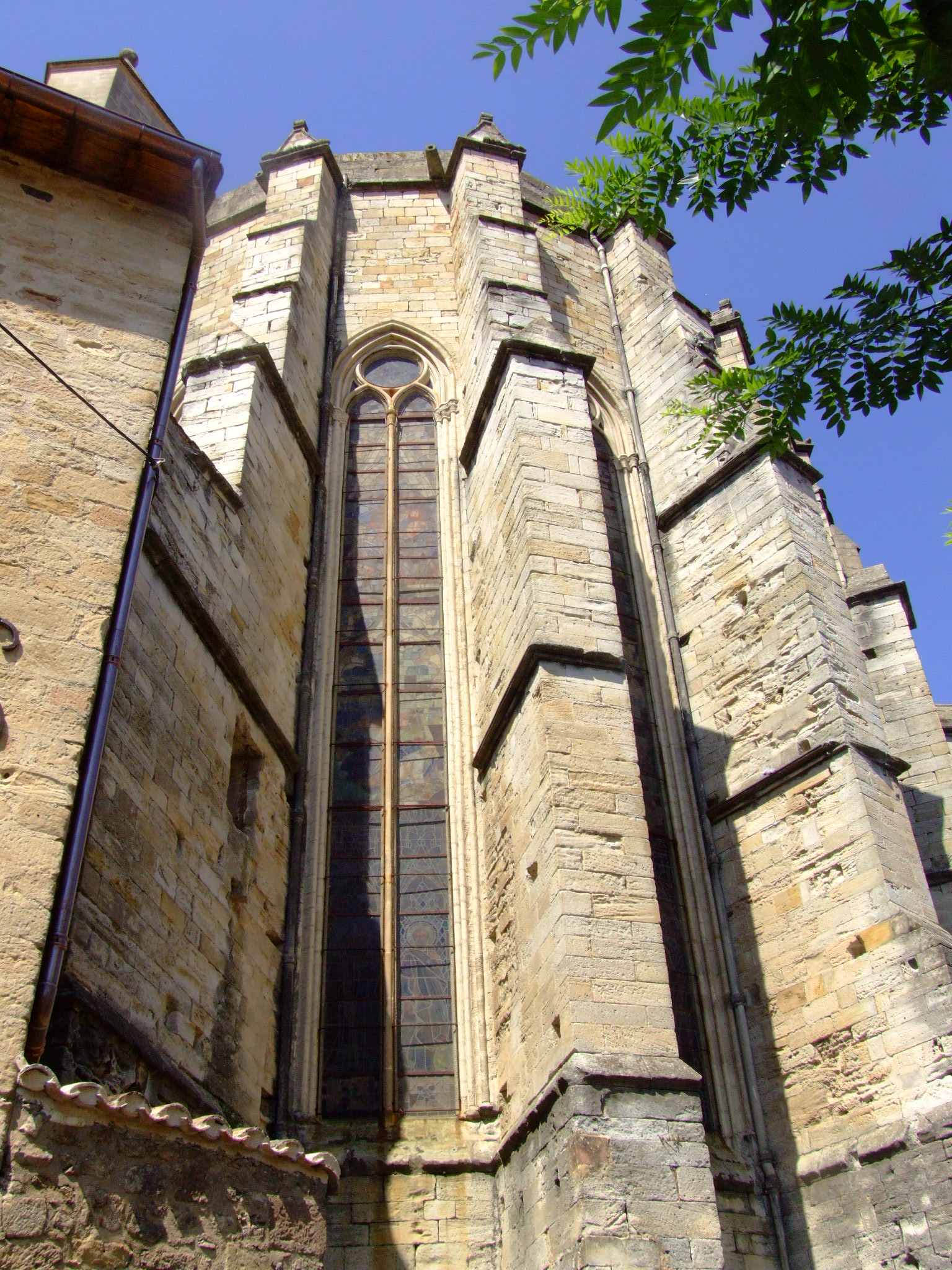
Vue des contreforts.
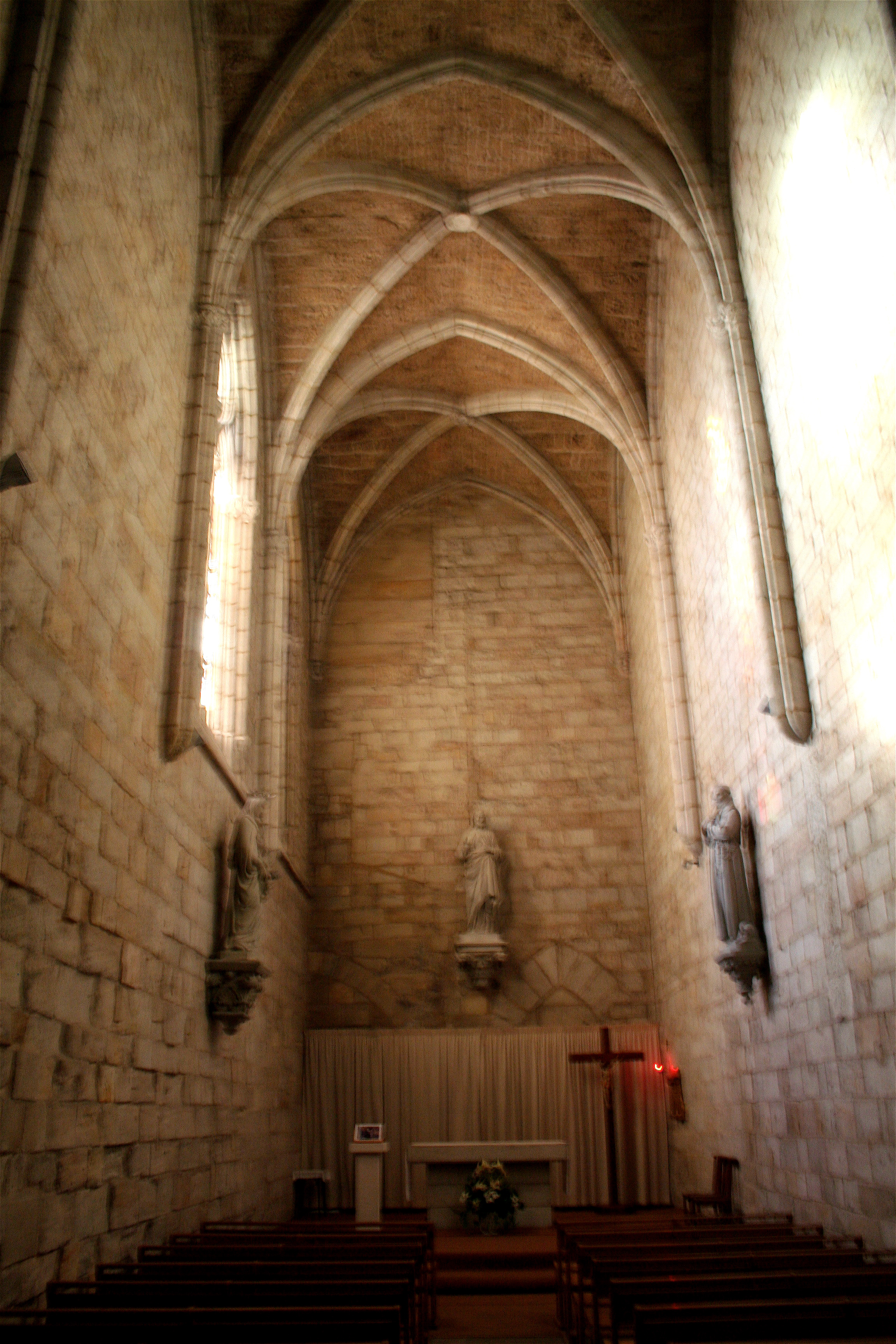
Chapelle du Sacré-Cœur dans la cathédrale.
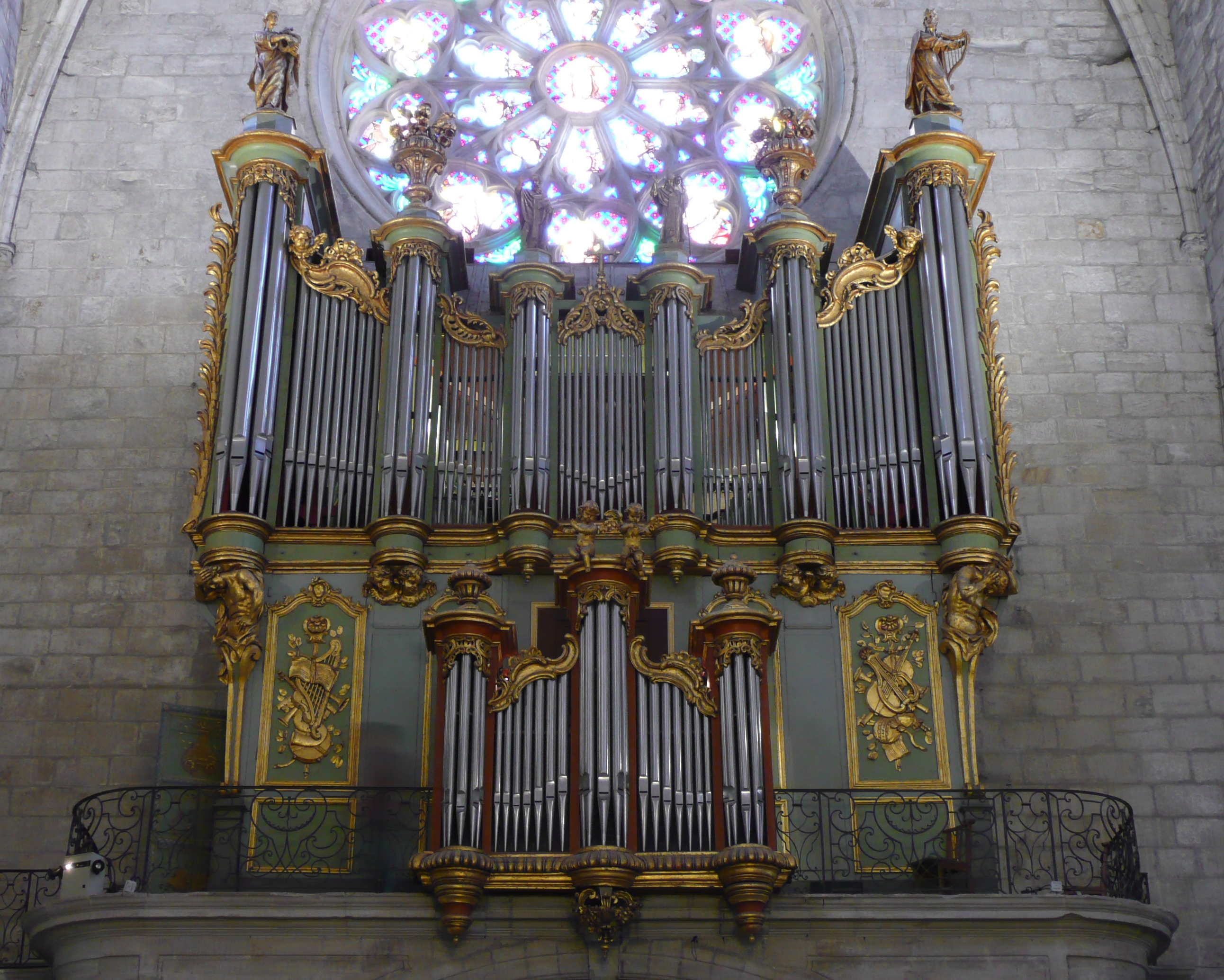
L'orgue.

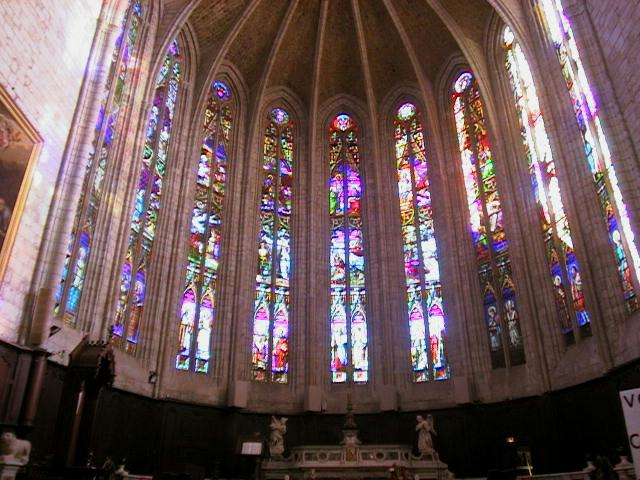
Les vitraux vus de l'intérieur.
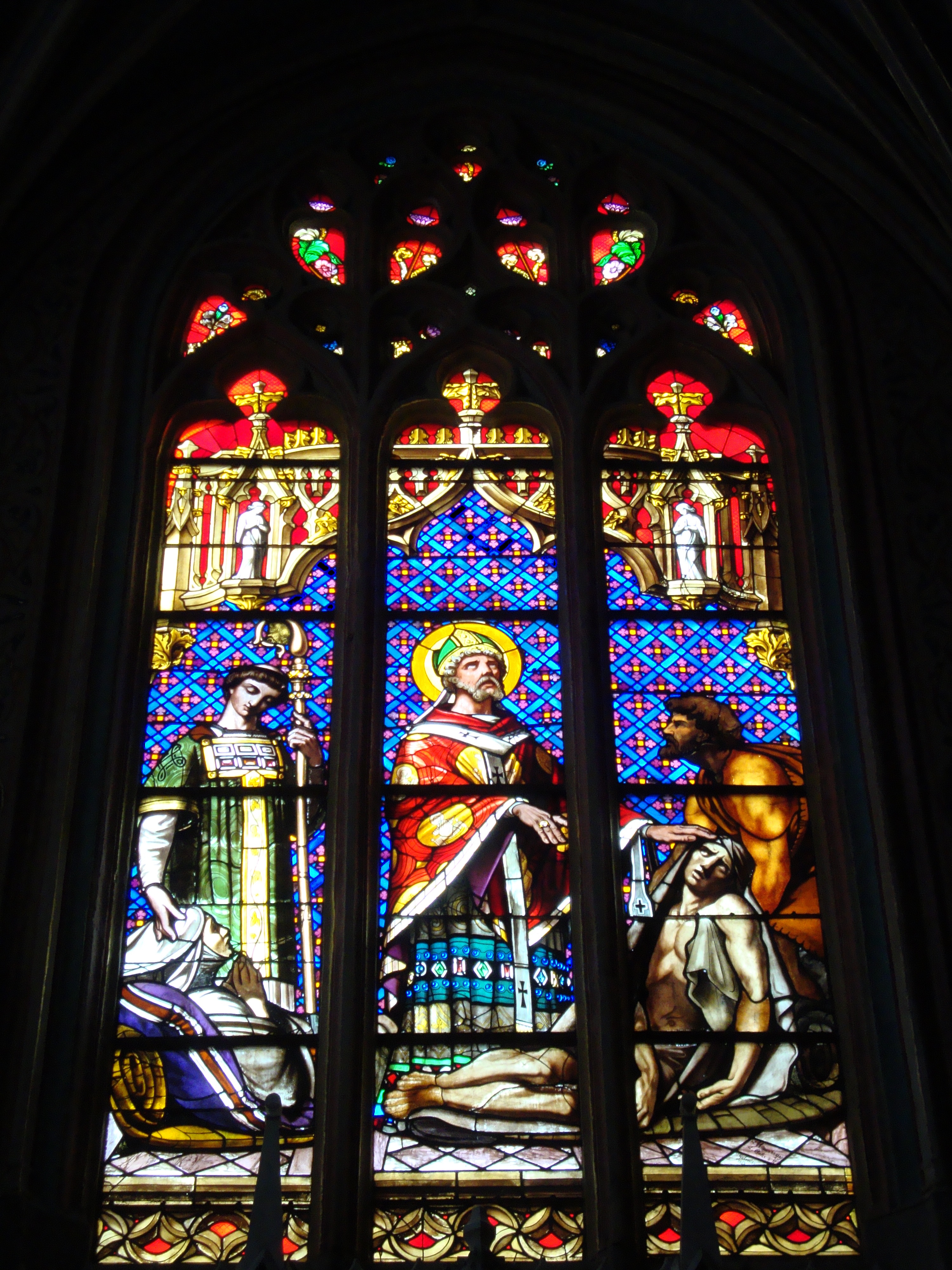
Vitrail de St.Fulcran.
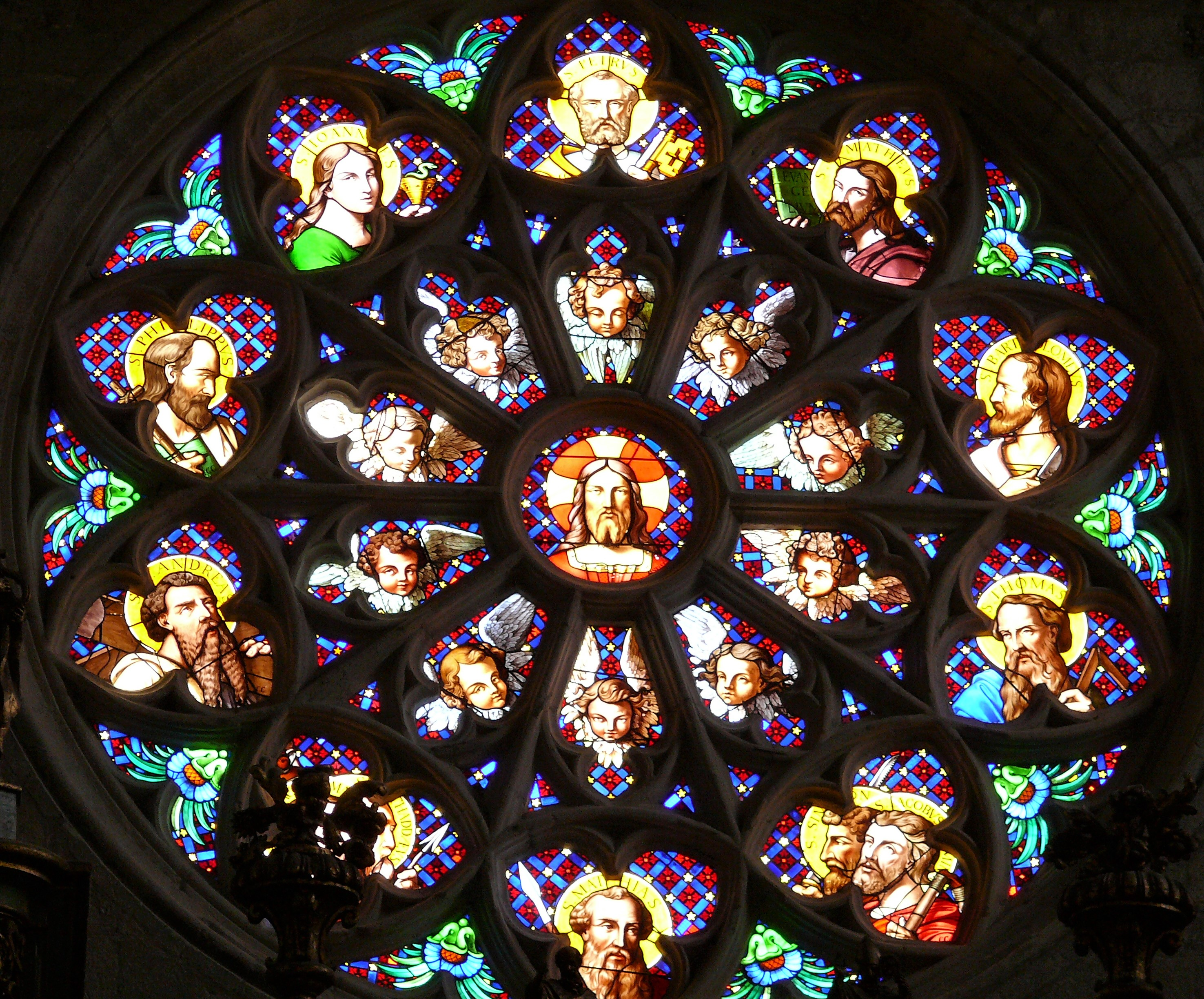
La rose occidentale.
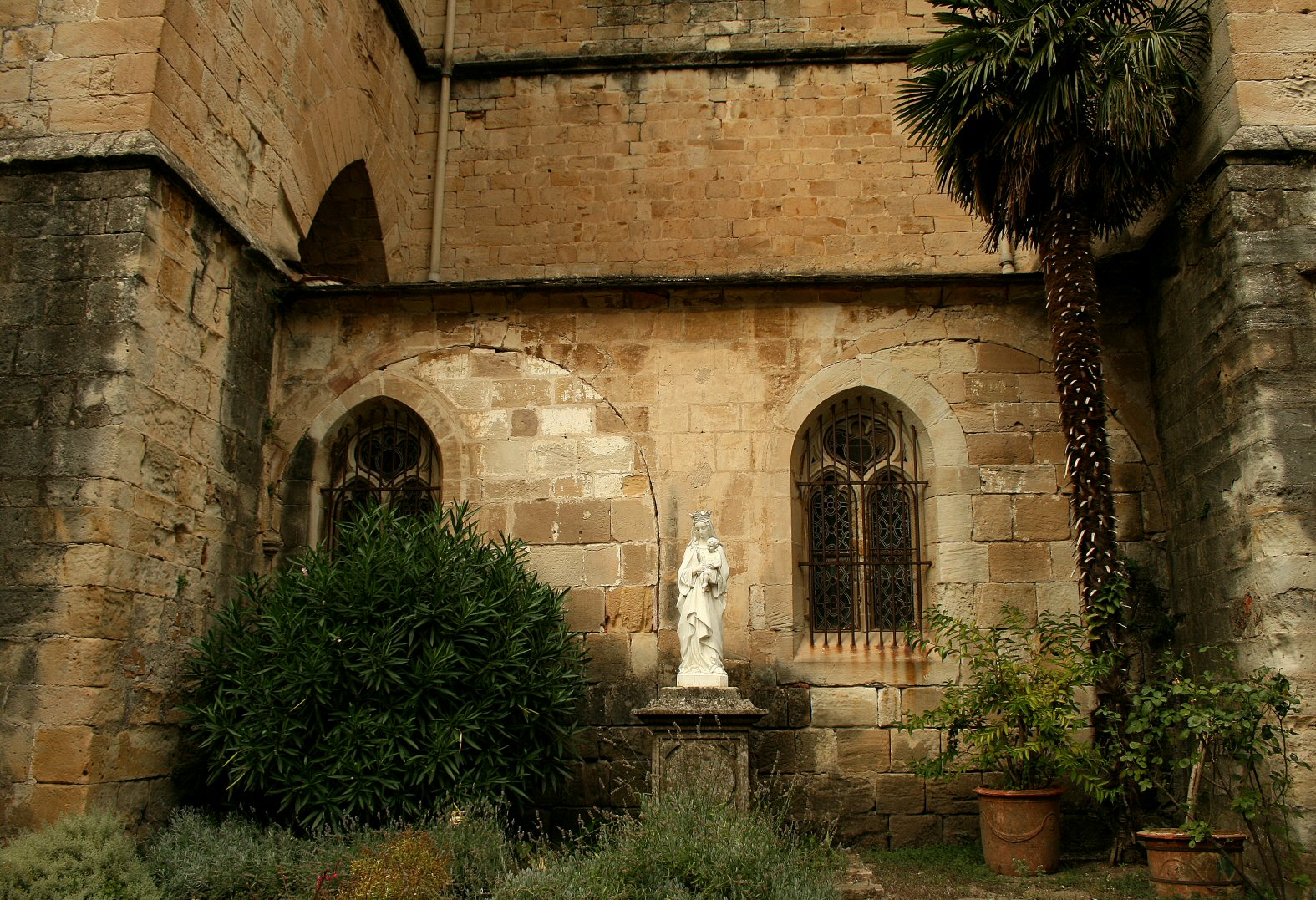
Le cloître.